# Vampirski šišmiši
Vampirski šišmiši ili šišmiši-vampiri (Desmodontinae) su podporodica šišmiša koji piju krv. Postoje tri roda sa samo po jednom vrstom vampirskih šišmiša.

## Opis
Telo im je dugačko od 65 do 95 mm, a teški su između 15 i 50 grama. Raspon krila običnog vampira (Desmodus rotundus) je od 35 do 40 cm.
Imaju male i ošte prednje zube, crvene i kratke jezike kojima poližu kožu žrtve, velike uši i spljoštene nosove. Pokriveni su kratkom smeđe-sivom dlakom, а na trbuhu je dlaka bela. Na svojim kratkim nogama imaju po pet prstiju i na nogama nema dlake. Hodaju četveronoške.

## Prehrambene navike
To su jedini poznati sisari koji se hrane isključivo krvlju. Vampirski šišmiši ližu krv. Pogrešna je tvrdnja da vampirski šišmiši sišu krv. Najčešće sleću na neku domaću ili divlju životinju (kravu, konja, svinju, kokošku, tapira, ptice...). Retko sleću na čoveka. Prvo poližu kožu životinje, a zatim svojim oštrim prednjim zubima zagrizu kožu i stvori se mala rana iz koje jezikom liže. Njihova slina sadrži antikoagulans što omogućuje nesmetano isticanje krvi bez zgrušavanja. Životinje najčešće to i ne osete. Obično popije vrlo malo krvi, samo 20 ml. Ljudi se boje vampirskih šišmiša.

## Način života
Šišmiši vampiri nemaju posebne zahteve u odnosu na okolinu. Žive u toplijim kako vlažnim, tako i sušim područjima. To su noćne životinje, a za spavanje koriste u prvom redu pećine, mada se mogu naći i u šupljinama stabala, rudnicima i napuštenim zgradama. 
Ove vrste žive u grupama do oko 100 jedinki. Sve tri vrste vampirskih šišmiša imaju razvijeno socijalizirano ponašanje, mada je taj razvoj kod običnih šišmiša otišao najdalje. U to ponašanje spada uzajamna nega krzna, ali i povraćanje pojedene krvi koja se deli s manje uspešnim jedinkama. 

## Opasnosti od šišmiša vampira
Relativno mala opasnost od njihovog ugriza je gubitak krvi. Znatna opasnost je od inficiranja besnilom. Kako tokom samo jedne noći mogu „posetiti” više raznih životinja od kojih neka može biti zaražena, način hranjenja ovih šišmiša upravo radi toga predstavlja opasnost za njihove žrtve. 

## Sistematika
Vampirski šišmiši svrstani su u potporodicu porodice Phillostomidae, i filogenetički sačinjavaju sestrinski takson svih drugih vrsta ove porodice. Dele se na tri roda od kojih svaki ima samo po jednu recentnu vrstu:
- obični vampir, često nazvan i šišmiš vampir i veliki šišmiš vampir (Desmodus rotundus),
- belokrili vampir,[2][3][4][5][6]
- češljozubi vampir (Diphylla ecaudata).

Osim dve fosilne vrste roda Desmodus iz pleistocena, nema drugih poznatih fosila vampirskih šišmiša. O tome kako je kod njih došlo do ovog specifičnog načina prehrane danas nema pouzdanog odgovora. Predlažu se dve teorije:
- Prema jednoj, vampirski šišmiši razvili su se od predaka koji su se hranili plodovima, a čiji su sekutići i očnjaci prvobitno bili prilagođeni nagrizanju voća s tvrdom korom.
- Prema drugoj, vampirski šišmiši su se razvili od insektojedih predaka specijalizovanih na ektoparazitiranje na drugim životinjama.[7][8] Možda su rane koje su insekti nanijeli svojim domaćinima privukle njihove pretke.

Pored stvarnih šišmiša vampira, i neki drugi šišmiši se nazivaju vampirima:
- Plodojedi vampiri (Stenodermatinae), koji se isto ubrajaju u porodicu Phyllostomidae, a hrane se pretežno voćem, imaju vanjskih sličnosti s vampirskim šišmišima.
- Lažni vampiri (Megaderma) iz Azije takođe su im slični, a ubrajaju se u porodicu Megadermatidae, koja s njima nije bliže srodna.

## Evolucija
Vampirski slepi miševi pripadaju raznolikoj porodici slepih miševa koji konzumiraju mnoge izvore hrane, uključujući nektar, polen, insekte, voće i meso. Tri vrste vampirskih slepih miševa su jedini sisari koji su evoluirali da se hrane isključivo krvlju (hematofagijom) kao mikropredatori, strategija unutar parazitizma. Hematofagija je neuobičajena zbog brojnih izazova koje treba prevazići za uspeh: velika količina tečnosti koja potencijalno preplavljuje bubrege i bešiku, rizik od trovanja gvožđem, i suočavanje sa viškom proteina. Postoji više hipoteza o tome kako su vampirski slepi miševi evoluirali.
- Oni su se razvili od frugivornih slepih miševa sa oštrim zubima specijalizovanih za bušenje voća[13]
- Oni su se u početku hranili ektoparazitima velikih sisara, a zatim su prešli na hranjenje samim sisarima[14] (slično ponašanju hranjenja crvenokljunog volovskog pekara)
- Oni su se u početku hranili insektima koje su privlačile rane životinje, a zatim su prešli na hranjenje na ranama[15]
- Oni su u početku lovili male arborealne kičmenjake[16]
- Oni su sami su bili arborealni svaštojedi i počeli su da gutaju krv i meso sa mesta rana većih životinja[17]
- Oni su bili specijalizovani za nektarsku ishranu, a zatim su evoluirali da se hrane drugom vrstom tečnosti[18]

Loza vampirskih slepih miševa odvojila se od svoje porodice pre 26 miliona godina. Vampirski slepi miš sa dlakavim nogama se verovatno odvojio od druge dve vrste vampirskih slepih miševa pre 21,7 miliona godina. Pošto se vampirski slepi miš s dlakavim nogama hrani ptičjom krvlju i on je najosnovniji od živih vampirskih slepih miševa, smatra se da su se i prvi vampirski slepi miševi hranili ptičjom krvlju. Nedavne analize sugerišu da su vampirski slepi miševi nastali od insektivora, što odbacuje hipoteze o poreklu od voćoždera, mesoždera i nektarivora. U roku od 4 miliona godina od odstupanja od drugih Phyllostomidae, vampirski slepi miševi su razvili sve neophodne adaptacije za hranjenje krvlju, čineći ga jednim od najbržih primera prirodne selekcije među sisarima.

## Mitovi i legende
Postoji legenda o čoveku vampiru pod imenom grof Drakula. Pojavljuje se u mnogim filmovima. O njemu su objavljene mnoge priče, a posebno roman Drakula. Roman je objavljen 1897. godine, a pisac se zove Bram Stoker.
Nezavisno od ovih evropskim legendi, u mitologiji Maja pojavljuje se čudovište Kamazoc koje ima oblik šišmiša i napada životinje i ljude, i pije njihovu krv. Do koje mere su na ovaj mit uticale predodžbe o običnom vampiru ili o izumrloj vrsti Desmodus draculae koja je bila veća od današnjeg običnog vampira, nije jasno. Drakula je ustvari bio rumunski grof koji se borio protiv turaka. Poznato je da je svoje neprijatelje nabijao na kolac i zato je dobio ime probadač.

## Rasprostranjenost
Vampirski šišmiši žive od juga Teksasa u SAD, pa do juga Južne Amerike i samo na nekim ostrvima pred njenom obalom (Margarita, Trinidad i Tobago), ne na svim Karipskim ostrvima. Vrlo su retki.

## Literatura
- Greenhall, Arthur M. 1961. Bats in Agriculture. A Ministry of Agriculture Publication. Trinidad and Tobago.
- Greenhall, Arthur M. 1965. The Feeding Habits of Trinidad Vampire Bats.
- Greenhall, A., G. Joermann, U. Schmidt, M. Seidel. (1983). „Mammalian Species: Desmodus rotundus”. American Society of Mammalogists. 202: 1—6..
- A.M. Greenhall and U. Schmidt, editors (1988). Natural History of Vampire Bats. CRC Press. ISBN 978-0-8493-6750-2.. Boca Raton, Florida.
- Campbell A, Naik RR, Sowards L, Stone M (2002). „Biological infrared imaging and sensing” (PDF). Micron. 33 (2): 211—225. PMID 11567889. doi:10.1016/S0968-4328(01)00010-5. Архивирано из оригинала (PDF) 15. 6. 2003. г.
- Pawan, J.L (1936b). „Rabies in the Vampire Bat of Trinidad with Special Reference to the Clinical Course and the Latency of Infection.”. Annals of Tropical Medicine and Parasitology. 30 (4).. December 1936.